# St. Helena (Schmalkalden)

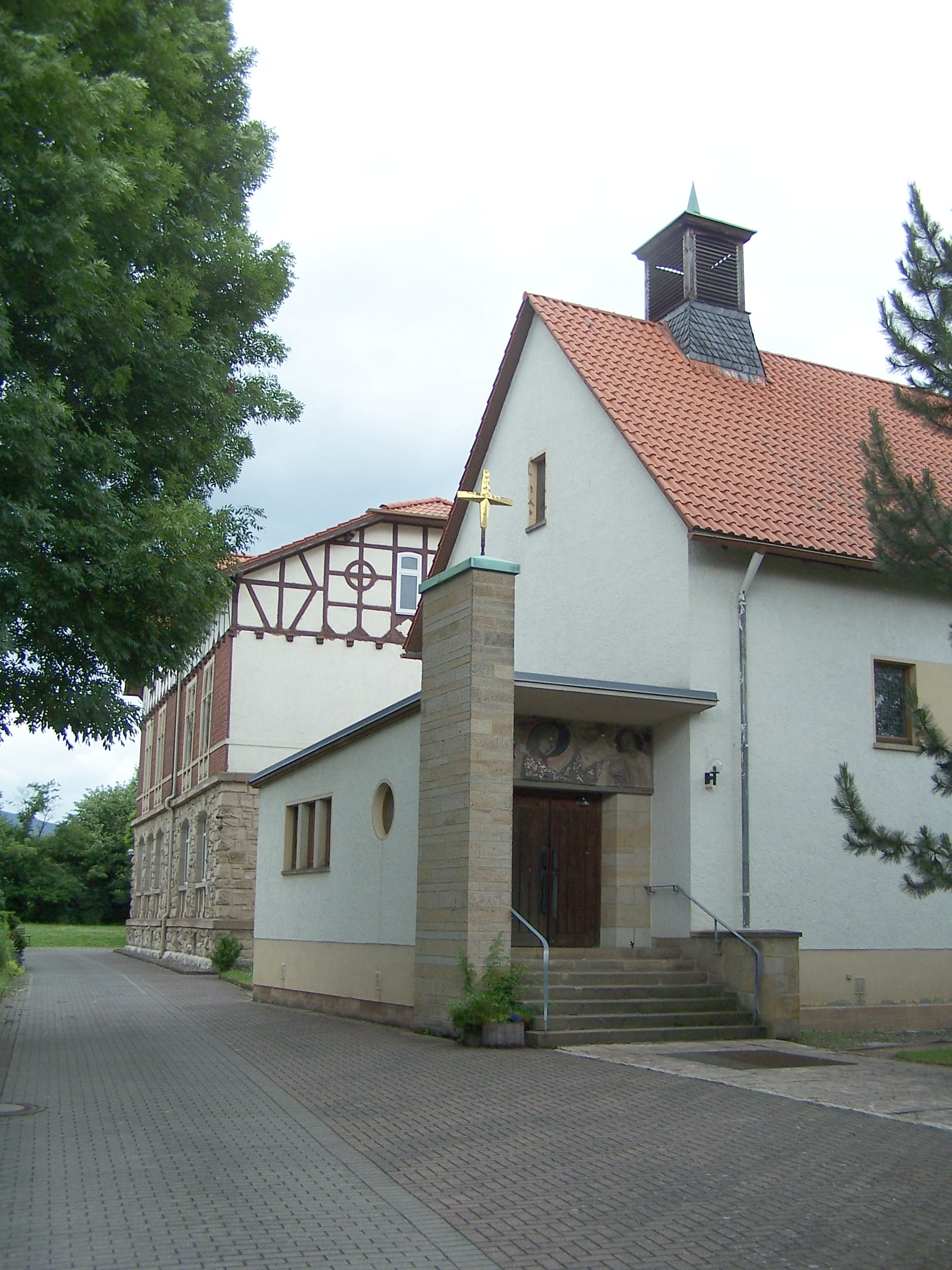
Römisch-katholische Kirche St. Helena in Schmalkalden

Die römisch-katholische Filialkirche St. Helena steht in Schmalkalden im thüringischen Landkreis Schmalkalden-Meiningen. Sie ist Filialkirche der Pfarrei St. Marien Meiningen im Dekanat Meiningen des Bistums Erfurt. Sie trägt das Patrozinium der heiligen Helena.

## Geschichte
Von der Reformation an bis 1842 ist nichts über in Schmalkalden lebende Katholiken bekannt. Eine erste Aufzeichnung gibt es 1842 über die Anzahl von in Schmalkalden lebender Katholiken. Mit der Errichtung der Pfarrei St. Elisabeth Eisenach 1844, die auch für Schmalkalden zuständig war, steigt die Anzahl an Katholiken in wenigen Jahren auf 300, Ursache dafür war Zuzug in Folge der Industrialisierung. 1889 konnte die Gemeinde zum ersten Mal am Pfingstmontag eine heilige Messe feiern. Die Gemeinde versammelte sich dafür in der Gaststätte am Neumarkt (heute Messerschmidt’s Bierhalle). Am 4. Adventssonntag 1891 wurde die Kirche St. Helena geweiht, der Bau war möglich geworden durch eine großzügige Spende von Bergrat Helena Richter in Höhe von 7000 Mark, auf deren Wunsch die Kirche ihrer Namenspatronin der heiligen Helena geweiht wurde. Das Grundstück für den Kirchenneubau spendete der Brauereibesitzer Pankraz Rückert. Ab dem 1. August 1905 wurde Schmalkalden zur Kuratie des Bistums Fulda erhoben. Kaplan Valentin Ramb war ihr erster Seelsorger. Mit dem Bau des Pfarrhauses und der Schule wurde noch im Herbst begonnen, sodass sie am 1. Juli 1906 eingeweiht werden konnten. Bei Bombenangriffen am 20. Juli 1944 auf Schmalkalden wurden Kirche und Pfarrhaus stark beschädigt. Vom 1. Juli 1964 bis zur erneuten Weihe der Kirche am 18. September 1966 durch Bischof Hugo Aufderbeck, dauerte die Wiederherstellung der Gebäude. Ab 1989 wurde es durch Spenden möglich die Kirche neu zu gestalten und nötige erhaltende Baumaßnahmen durchzuführen.

## Ausstattung
Werner Schubert-Deister führte die Innengestaltung der Kirche durch. Die Mutter Gottes, eine Replik einer Statue aus Süddeutschland von um 1440, wurde der Gemeinde durch den ehemaligen Bischof von Erfurt  Joachim Wanke geschenkt.

## Orgel
Eine Orgel gibt es in St. Helena seit dem 4. Adventssonntag 1975.

## Glocken
| Nr. | Weihejahr | Inschrift                                                          |
| --- | --------- | ------------------------------------------------------------------ |
| 1   | 1966      | „Elisabeth, in harter Zeit, steh Du zu Gottes Hilf bereit“         |
| 2   | 1966      | „Bitt Gott, dass seine starke Hand uns schütze samt dem Vaterland“ |